# ثلاثية الروبوتات الرومانسية
ثلاثية الروبوتات الرومانسية (بالإنجليزية: Robot Romance Trilogy)‏ هي سلسلة أنمي عن الميكا. ألفها وأخرجها تاداو ناغاهاما في الفترة من 1976 إلى 1979، وتتميز السلسلة بأنها موجهة للأطفال الكبار لتضمنها بعض المشاهد العنيفة اللا دموية.

## النسخ
تتألف ثلاثية الروبوتات الرومانسية من ثلاثة مسلسلات أنمي هي:
1. تشودينجي روبو كومباتلر في، والمعروف في العالم العربي باسم البطل خماسي. تم إنتاجه عام 1976 ودُبلج منه 26 حلقة من أصل 54.
2. تشودينجي ميشين فولتس فايف. تم إنتاجه عام 1977 ولم يُدبلج للعربية.
3. توشو دايموس. تم إنتاجه عام 1978 ولم يُدبلج للعربية كذلك.